# Chapelle de Blanzey
La chapelle de Blanzey est située à Bouxières-aux-Chênes, en Meurthe-et-Moselle. Elle faisait partie  d'un ancien prieuré datant de la fin du XIIe siècle.

## Histoire
En 1162 le prieuré Sainte-Marie de Blanzey depend de l'abbaye des Prémontrés de Sainte-Marie-au-Bois. En 1181, le pape Lucius III reconnaît aux  Prémontrés la juridiction sur ce prieuré.
L'ensemble des bâtiments  fait l’objet d’une inscription au titre des monuments historiques depuis l'arrêté du 14 mai 1927.

## Architecture
Alors que la crypte, le chœur ainsi que la tour-clocher datent de la construction de l'édifice (XIIe siècle),
les ouvertures de la nef sont refaites à la mode gothique au XVe siècle tandis que le portail est reconstruit à la période classique.

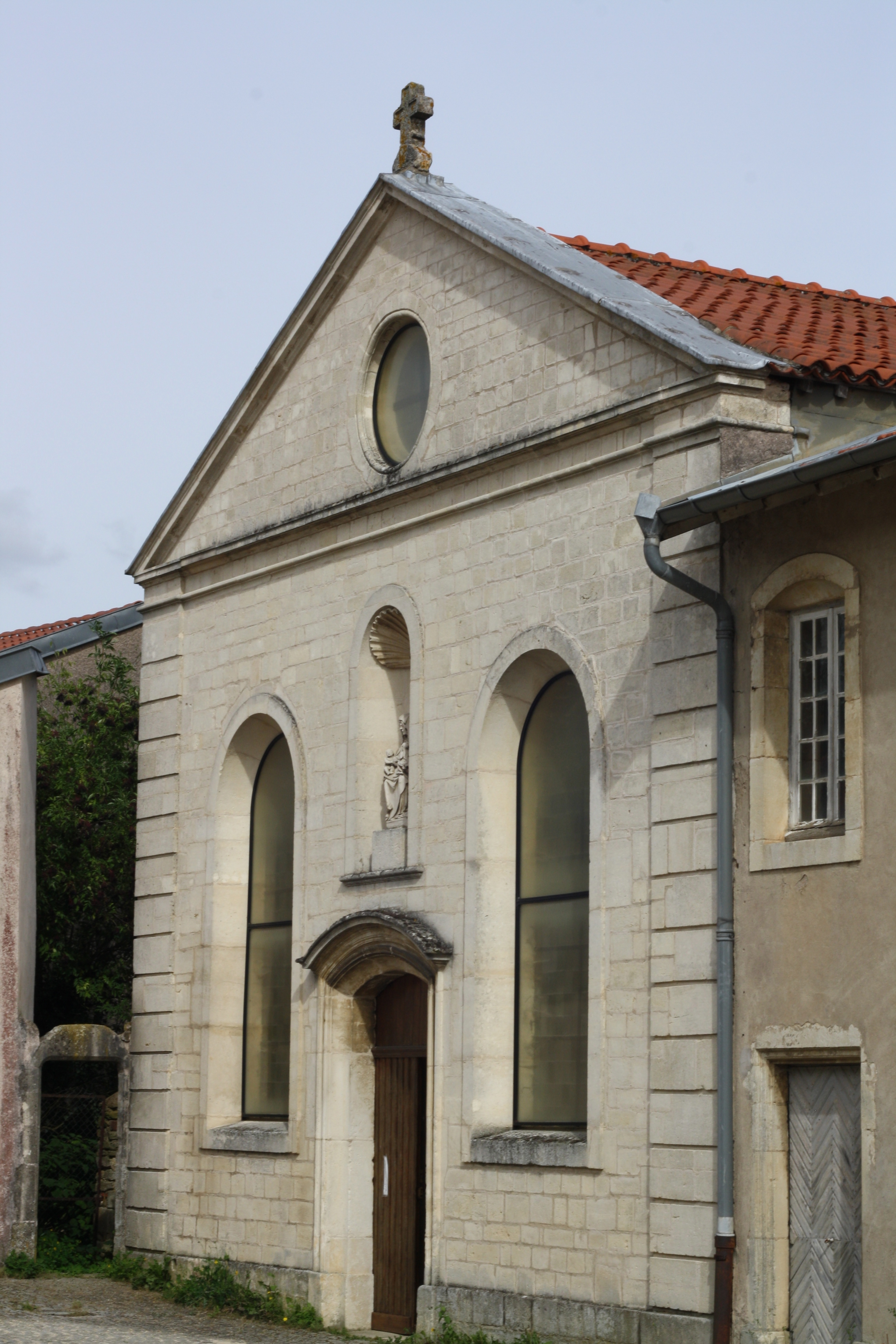
Façade
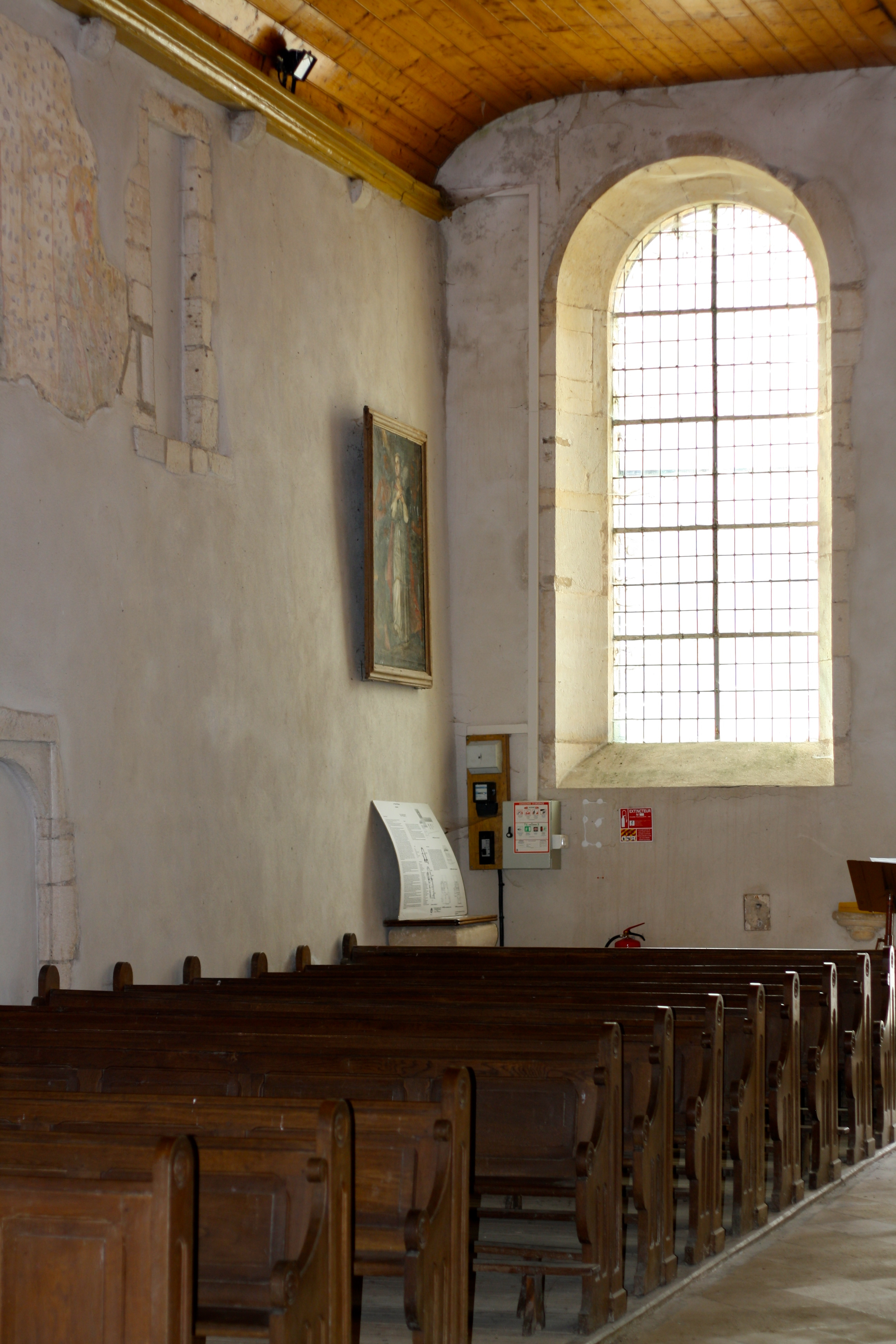
Nef
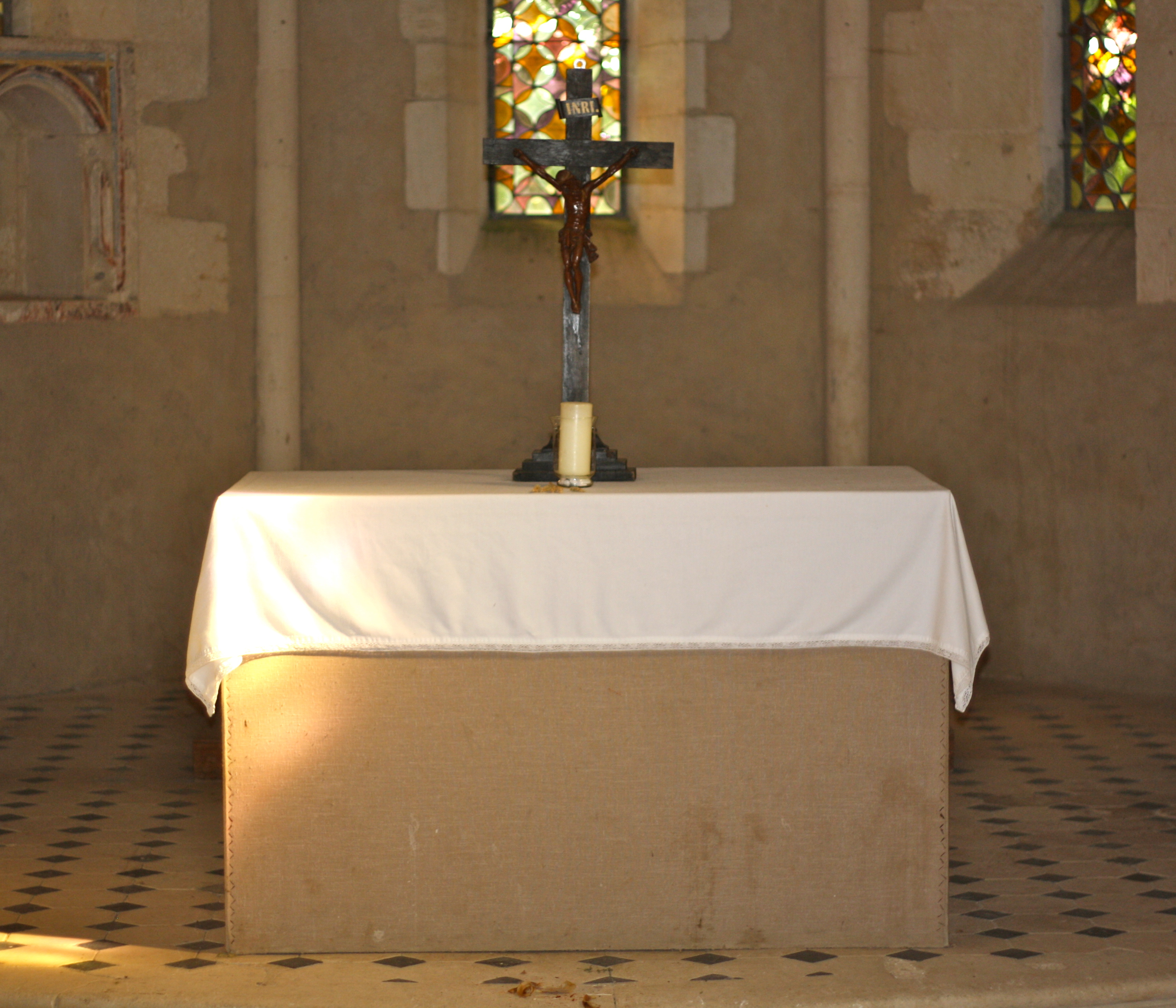
Autel
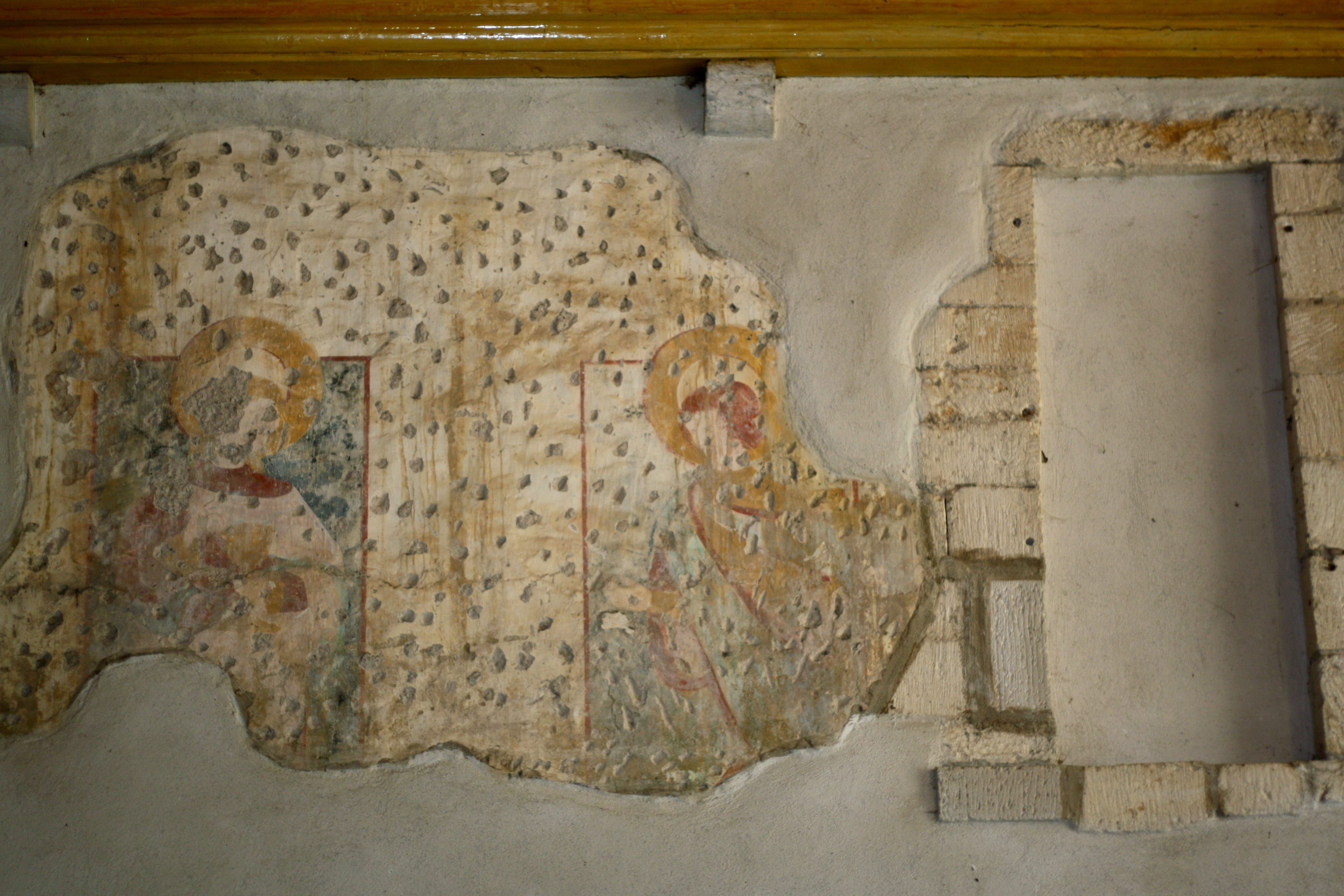
Fresques anciennes
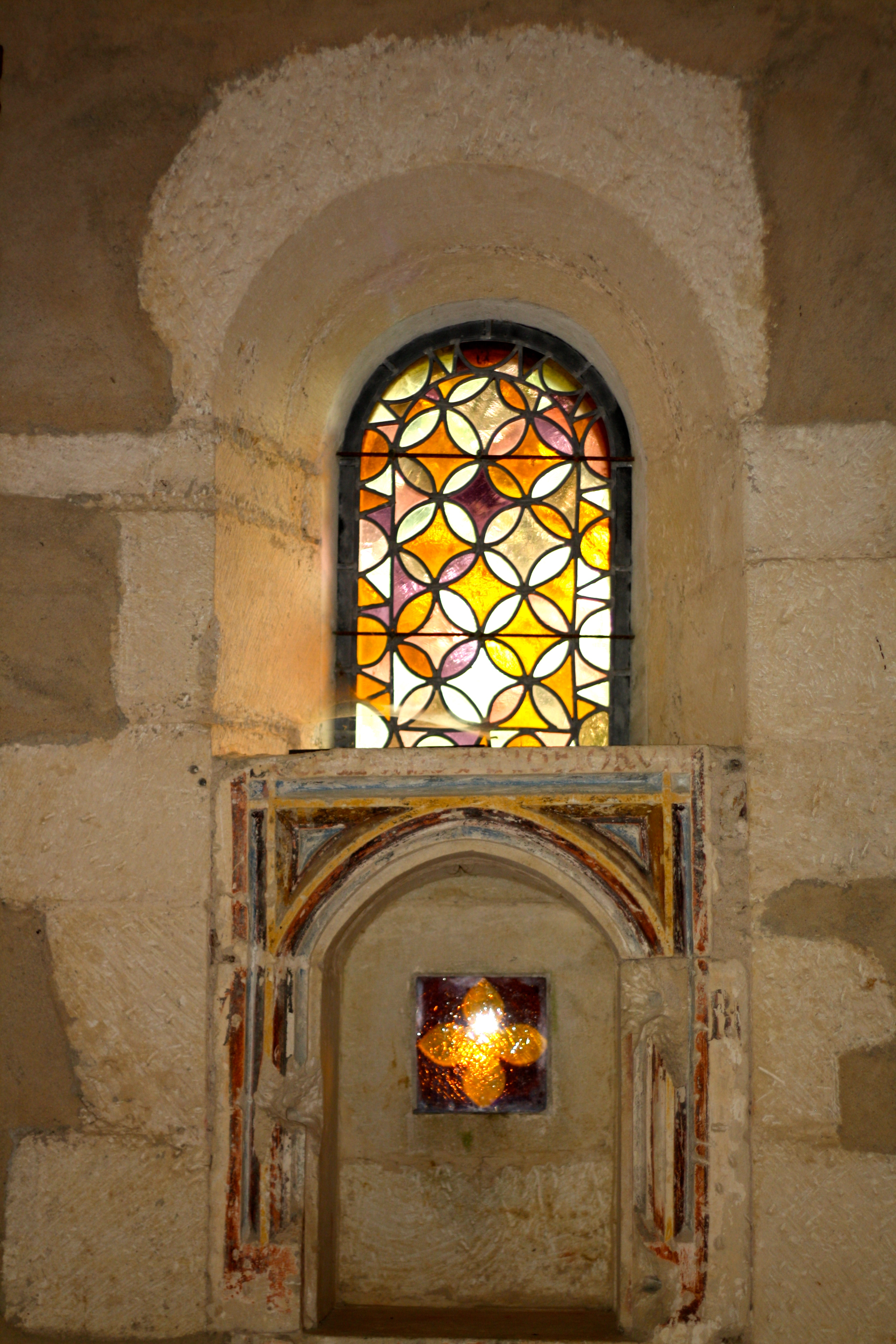
Vitrail
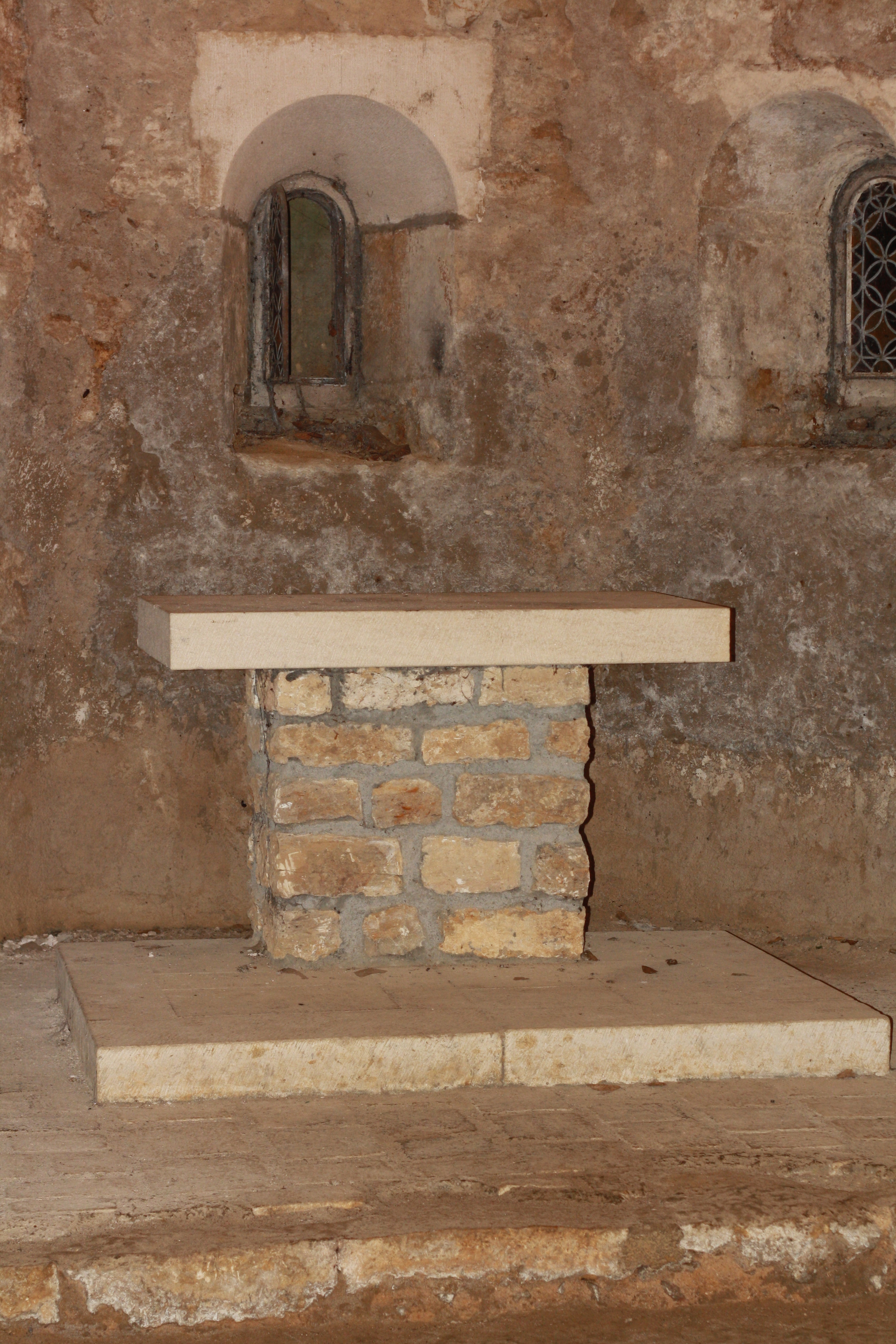
Crypte